# Cimetière
Ne doit pas être confondu avec Nécropole.

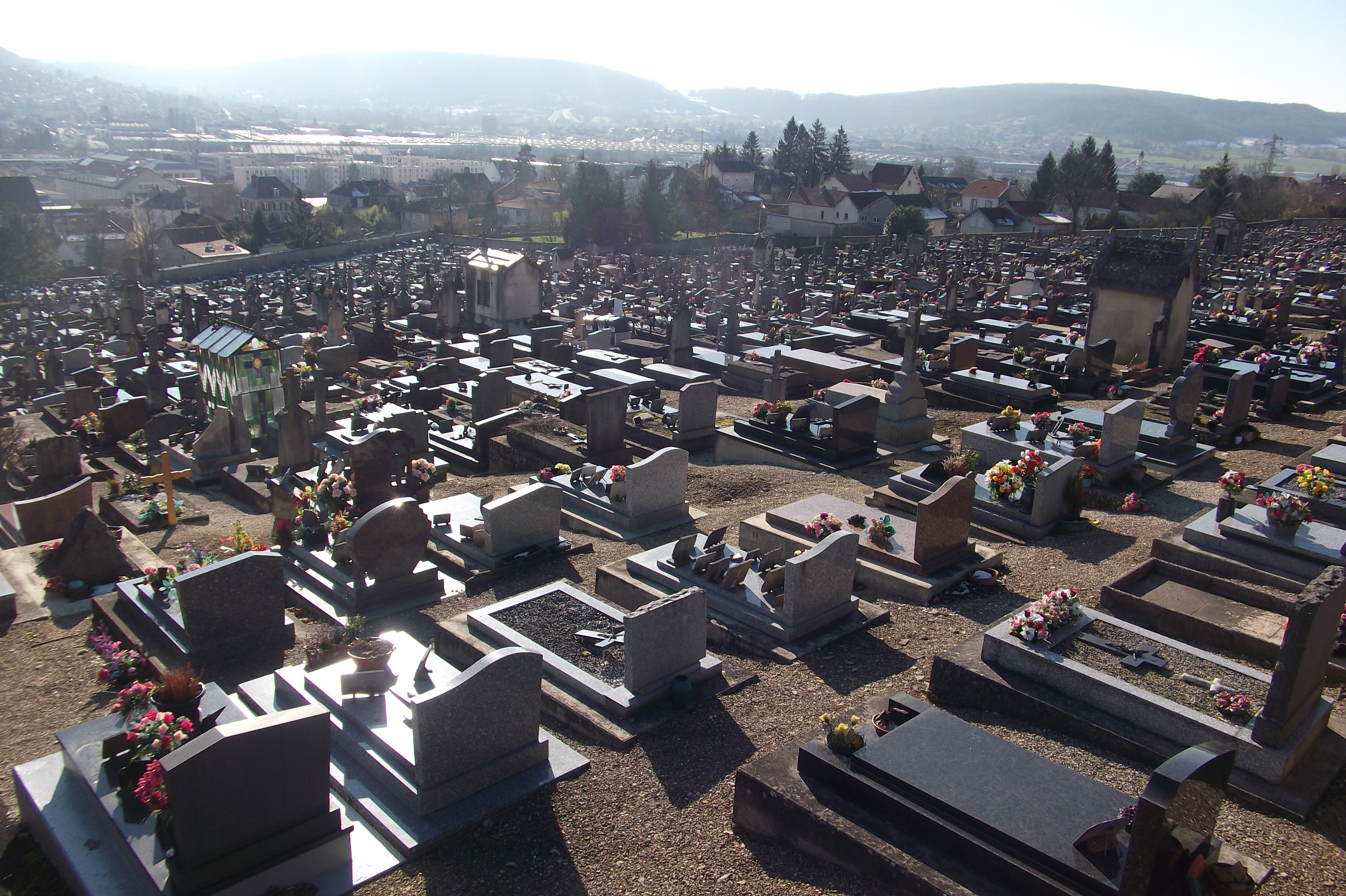
L'ancien cimetière de Vesoul, France.

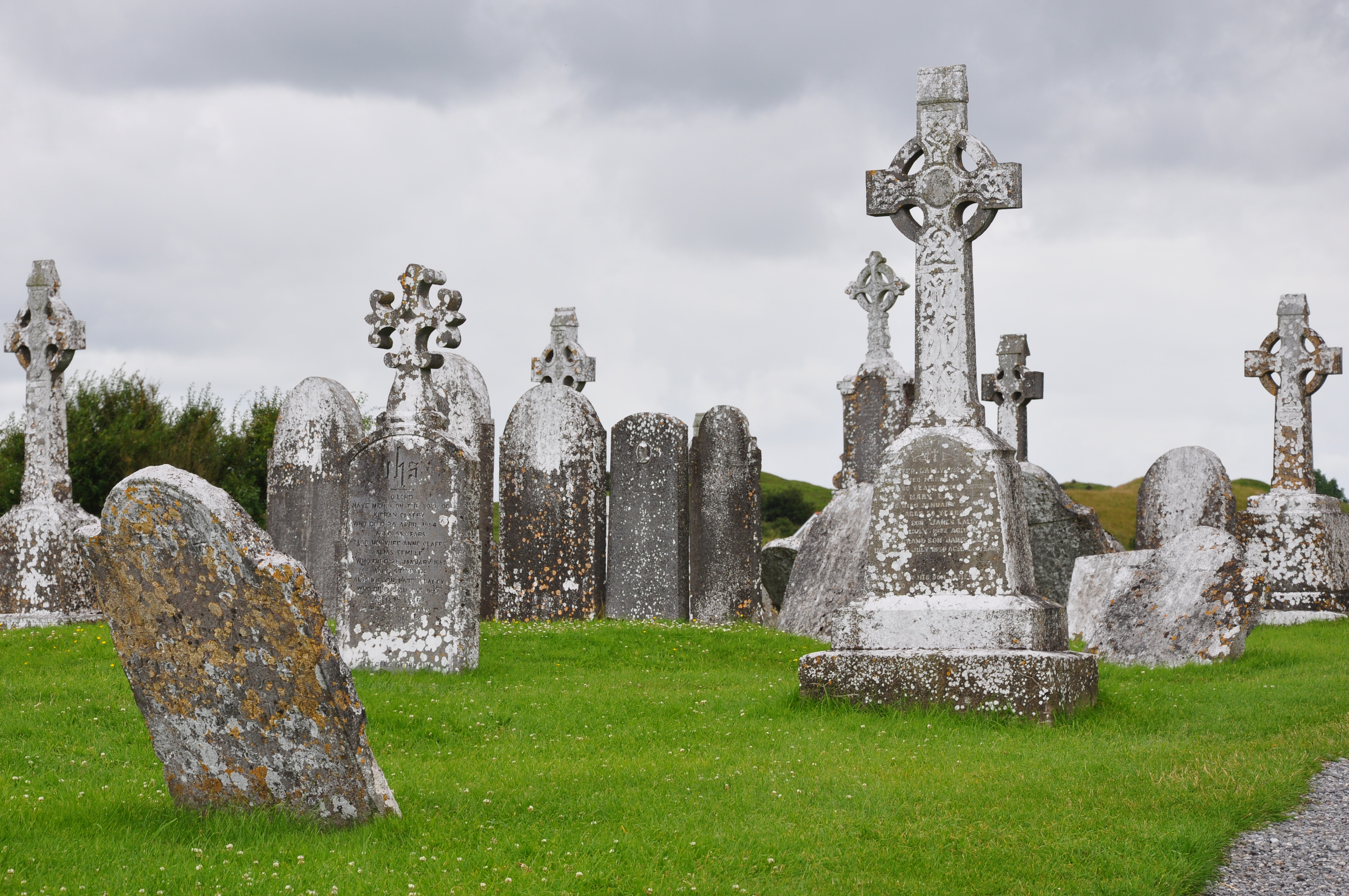
Cimetière irlandais, comté d'Offaly.

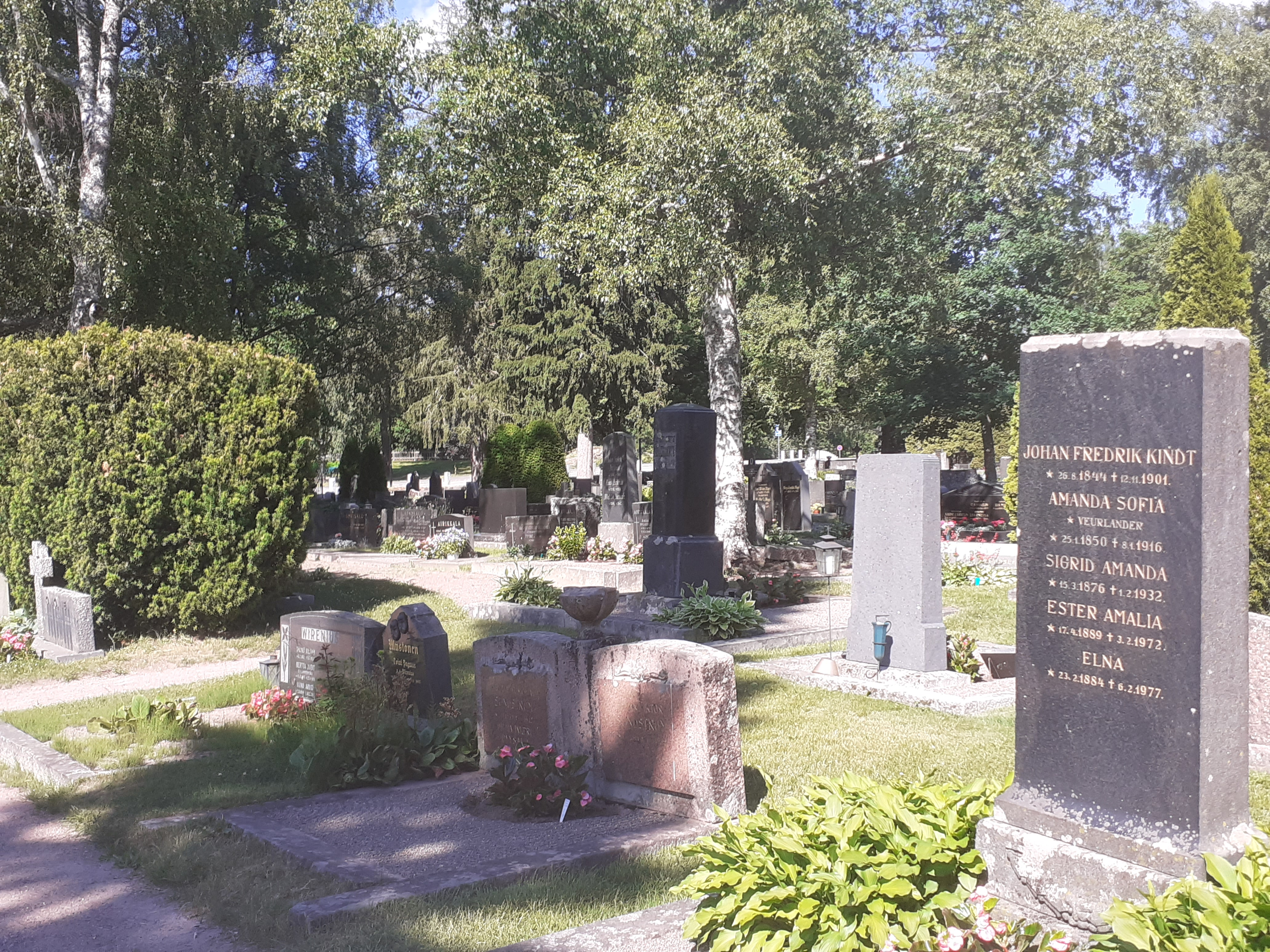
Cimetière finlandais, municipalité d'Nurmijärvi.

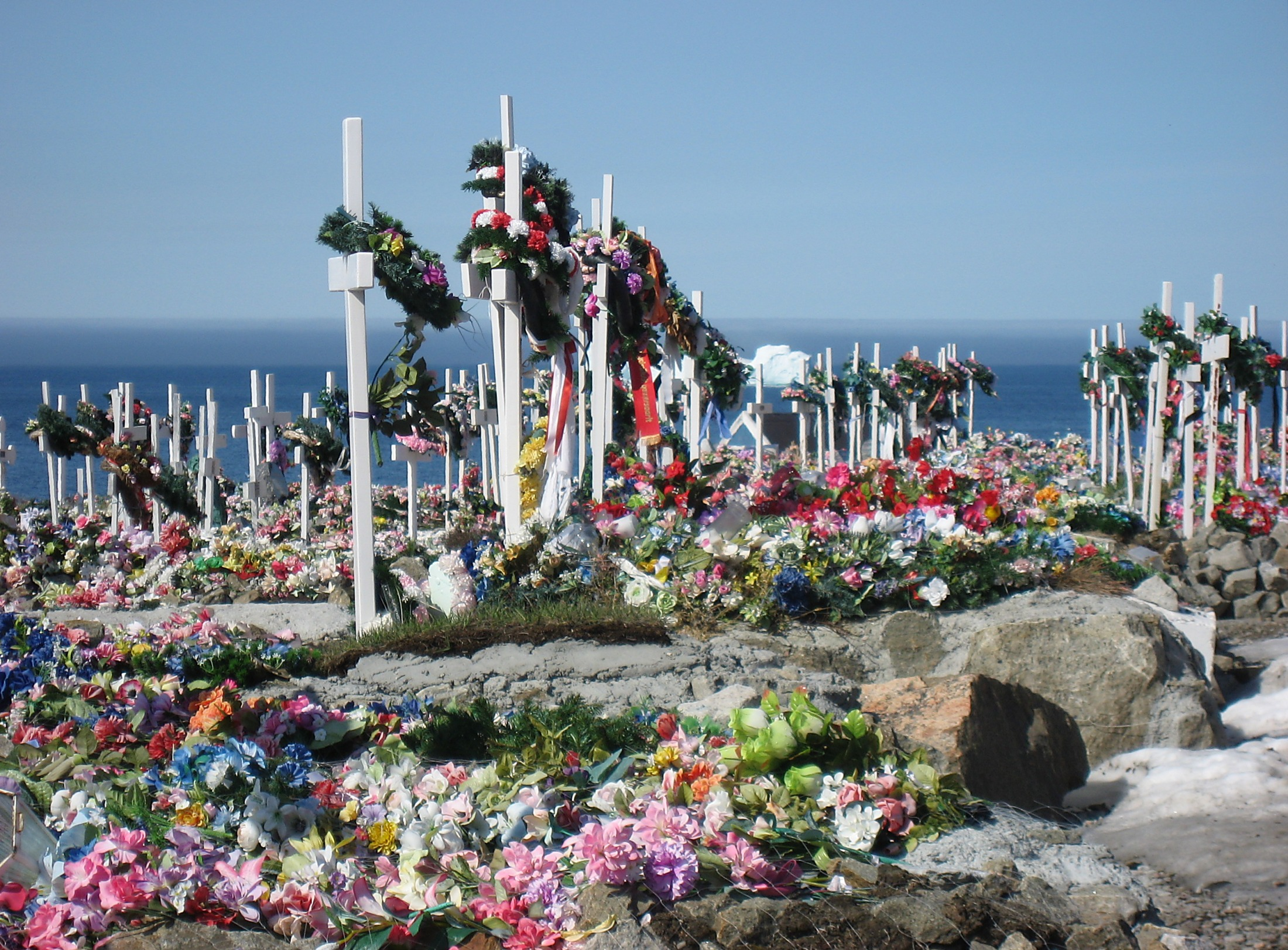
Le cimetière d'Upernavik, au Groenland. Le sol ne pouvant être creusé, les cercueils sont déposés en surface puis recouverts de pierres ou de ciment. Les tombes sont décorées avec des fleurs artificielles.

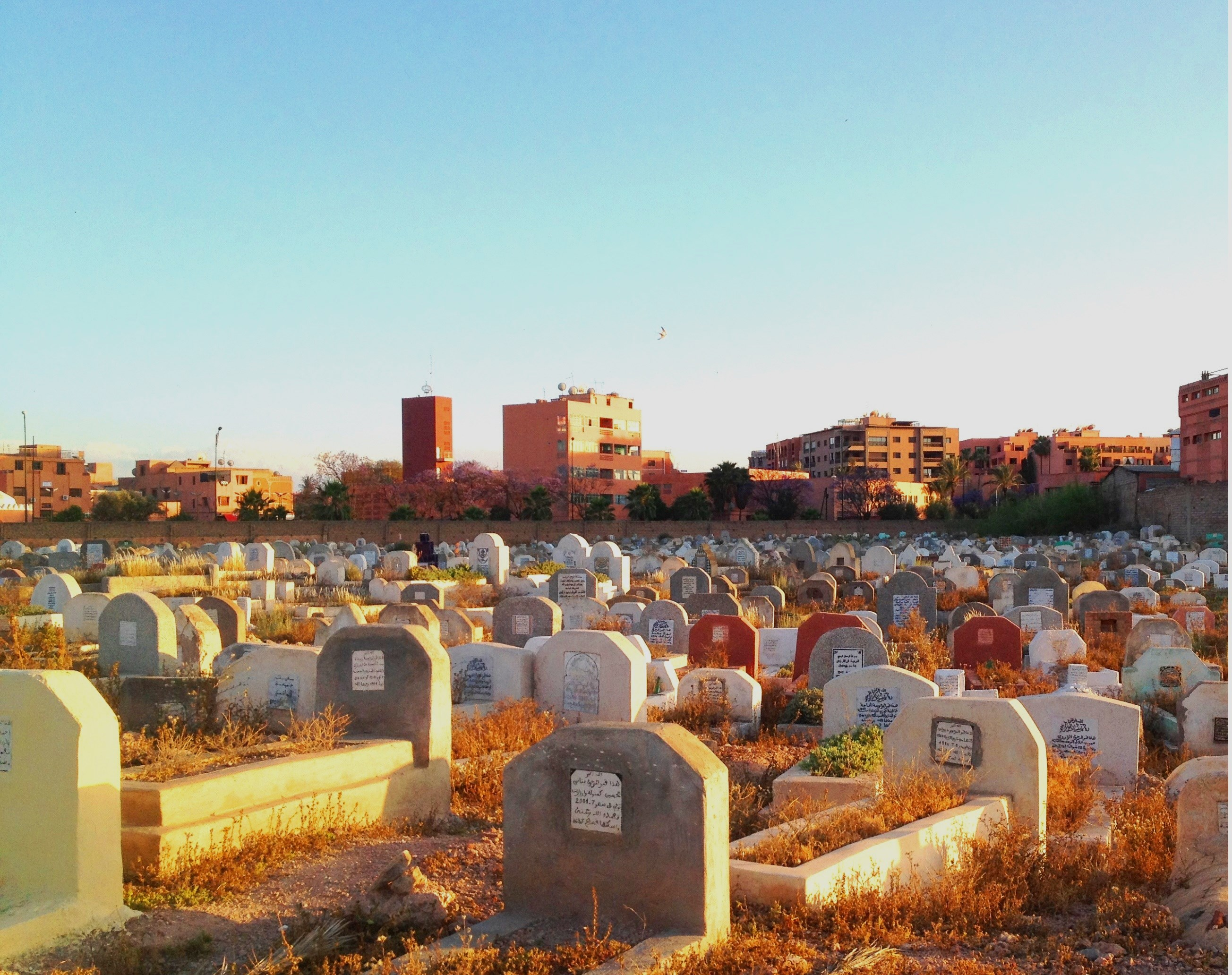
Cimetière musulman au coucher du Soleil à Marrakech, Maroc.

Un cimetière est un groupement de sépultures parfois attenant à un lieu de culte. Espace funéraire qui apparaît au Moyen Âge, il se distingue du champ funéraire préhistorique qui n'abrite pas de monuments, et de la nécropole antique qui est nettement séparée des lieux de culte.
Le mot cimetière, dont l'étymologie remonte au bas-latin cimiterium lui-même issu du latin classique coemeterium, ce mot venant du grec ancien κοιμητήριον / koimêtếrion, « dortoir, cimetière », appartient jusqu'au XVe siècle au langage des clercs pour désigner l'aire d'inhumation collective où gisent et dorment les morts dans l'attente de leur résurrection chrétienne, alors que le langage courant utilise celui d'aître (du vieux français aitre issu du latin atrium, qui désigne la cour intérieure d'entrée précédant l'entrée d'une villa romaine, d'où par extension le cimetière situé avant l'entrée de l'église). Il n'est donc guère étonnant qu'outre le « repos des morts », certains cimetières accueillent également celui des vivants lors de rites d'incubation.
Par extension, le cimetière désigne tout terrain public et sacré où, après une cérémonie, l’on enterre les morts d'un même groupe humain dans des tombes individuelles ou lignagères où leur souvenir est généralement signalé par un monument, des symboles ou des inscriptions. Le terme général de cimetière finit par englober celui de champ funéraire et de nécropole, où l’on peut trouver également ossuaires et columbariums.

## Historique

### Premiers cimetières

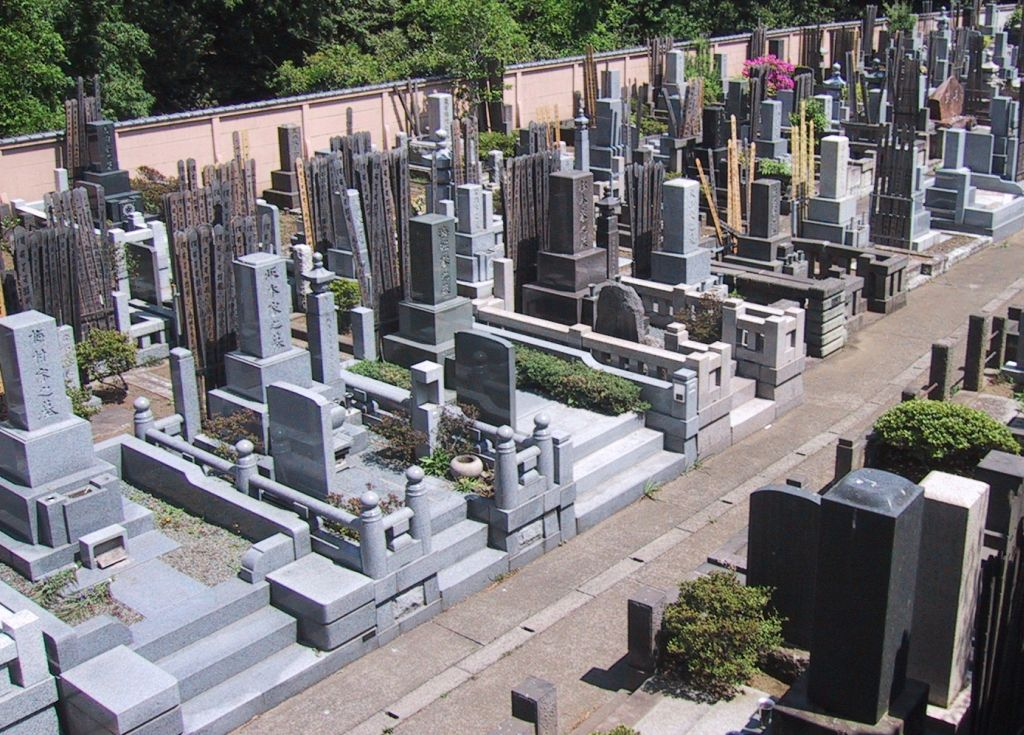
Cimetière bouddhiste (Tokyo, Japon).

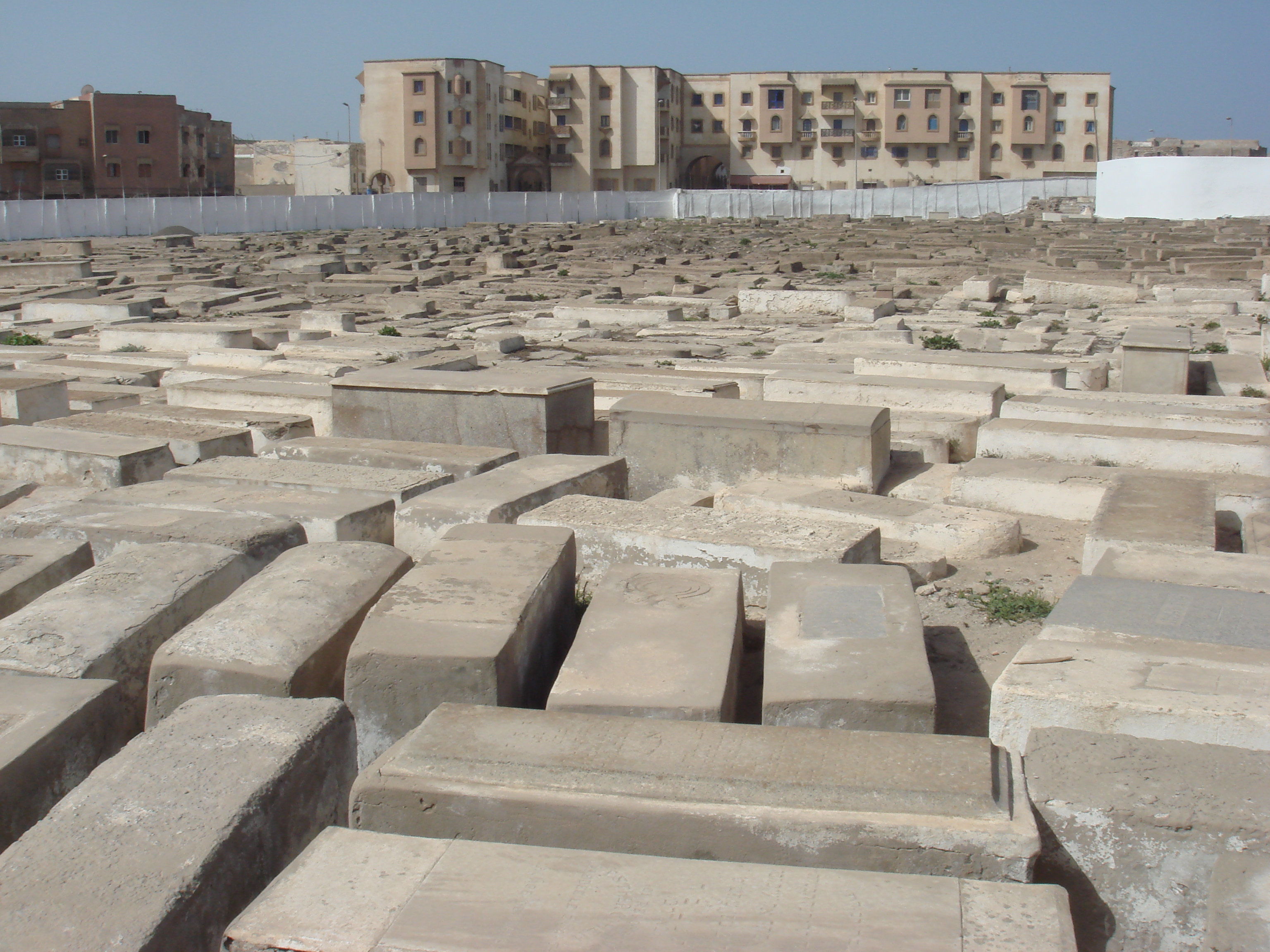
Cimetière juif d'Essaouira (Maroc) utilisé depuis 1875.

Le culte des morts est considéré comme caractéristique de l'espèce humaine. La mise en terre des morts en des lieux dédiés est apparue très tôt dans la préhistoire, bien avant l'invention de l'écriture, avec des constructions particulières (tumulus, nécropole) pour les chefs ou les personnalités religieuses, souvent enterrés avec nombre d'objets symboliques (dont symboles de richesse). Pour cette raison, depuis l'antiquité, les tombes et les cimetières ont souvent été pillés. Le plus vieux cimetière découvert à ce jour[Quand ?], au nord de la Jordanie, daterait de plus de 16 500 ans. Il était composé de tombes garnies d'offrandes.

### Cimetières de l'Antiquité
Dans la civilisation égyptienne antique, le culte des morts était tel qu'une organisation très complexe s'est mise en place, conduisant à la création de cimetières souterrains gigantesques : les nécropoles.
Dans la Rome antique, la Loi des XII Tables interdit pour des raisons hygiéniques d’être inhumé ou incinéré à l’intérieur des cités, les corps sont enterrés dans des catacombes ou des hypogées dans des nécropoles situées généralement le long des axes de communication.
Dans la Gaule romaine, les cimetières sont aménagés en dehors des villes (des remparts lorsqu'ils existent). On trouve des cimetières d'incinération et d'inhumation.

### Le cimetière de l'Antiquité tardive au Moyen Âge central
Dans les premiers temps du christianisme, les Pères de l'Église accordent simplement aux morts les soins nécessaires aux vivants pour faire leur deuil. Au Haut Moyen Âge (VIe – VIIIe siècles), la mort se vit dans une continuité antique où les familles prennent soin de leurs morts et les enterrent.
C’est essentiellement durant la période carolingienne (VIIIe – IXe siècles) que l’Église s’interroge plus avant sur la question du cimetière, des sépultures et des rites funéraires. L’accompagnement du défunt dans sa dernière demeure et dans l’au-delà se codifie selon de nouvelles modalités.
Entre les VIIIe et Xe siècles, lors de la christianisation en profondeur des populations de l’Europe, l’espace funéraire s’organise suivant de nouvelles dispositions et selon de nouveaux rites funéraires. Néanmoins, ce n’est qu’aux Xe – XIe siècles qu’apparaît, tel qu’on le connaît, le cimetière chrétien entourant l’église paroissiale.

#### Le passage de lanécropoleantique au cimetière médiéval

##### Les survivances antiques dans l'organisation médiévale de la mort
Durant l’Antiquité romaine, la Loi des XII tables (milieu Ve siècle av. J.-C.) interdit les inhumations au sein de la cité. Les premiers chrétiens seront donc inhumés dans les catacombes. Caractéristique de la période antique, la nécropole ne tend à disparaître que vers la fin du VIIe siècle. Cette disparition s’accompagne d’un amoindrissement de l’utilisation de sarcophages, typique du mode d’inhumation antique. Les sarcophages commencent en effet à s’éclipser aux VIIe et VIIIe siècles tandis que le coffrage, en bois ou en tuile, fait son apparition dès le Ve siècle et se diffuse au VIIIe siècle. Le haut Moyen Âge voit s’opérer une généralisation des tombes en pleine terre et des modifications dans le mobilier funéraire sont également observables : les dépôts de types alimentaires perdurent au-delà du Ve siècle, avant de disparaitre à partir de l’époque carolingienne. Le dépôt d’objets, hors vêtements et habillement du défunt, à caractère religieux ou de pouvoir, lui, se maintient.
Pour cette période, on ne peut pas à proprement parler d’un « cimetière » au sens moderne du terme. Les fouilles archéologiques de sites funéraire du haut Moyen Âge tendent en effet à montrer qu’il n‘y a pas de signalement, par une croix ou une marque quelconque, de ces tombes en pleine terre, ni même de plan qui orienterait la répartition spatiale des tombes. Régulièrement, ces champs des morts sont labourés et les anciens ossements, le plus souvent des tibias ou des crânes sont déposés dans un ossuaire ou au pied du nouvel occupant.
À la fin du VIIe siècle, les cimetières en « plein champ » (c’est-à-dire une longue rangée de dépouilles sur des dizaines voire des centaines de mètres) sont en grande partie abandonnés au profit d’un nouveau type d’organisation : la première ébauche de cimetière paroissial.

##### L’importance des reliques dans l’établissement de zones funéraires
Dès le IVe siècle apparaissent différents monuments construits sur les tombes des martyrs. Parallèlement à l’utilisation des nécropoles péri-urbaines dites de « plein champ », les chrétiens cherchent en effet à posséder une sépulture au plus près du lieu sacré. Les croyants cherchent la protection du saint par l’inhumation ad sanctos (près du saint). Patrick Perrin va jusqu’à parler d’une tendance « superstitieuse » des Francs à être inhumés près des reliques de saints.
Ces basiliques funéraires, souvent situées en périphérie des villes à l’instar des anciennes nécropoles, vont attirer à elles les tombes des croyants. L’installation de sépultures proches de ces monuments est la première marque d’une nouvelle imbrication entre « un lieu de culte, des tombes et un habitat ».
Une vague de fondation d’églises funéraires s’effectue dans les villes, mais aussi dans les campagnes, comme en témoignent les fouilles archéologiques de cimetières ruraux des VIe et VIIe siècles, à Hordain dans le Nord-Pas-de-Calais, par exemple (site occupé du IVe siècle à la période carolingienne).
Certaines de ces basiliques cimétériales fixent les nécropoles durablement dans le temps et sont à l’origine de chapelles cimétériales ou d’églises paroissiales, comme, à Saint Martin d’Arlon en Belgique, où le cimetière mérovingien et une église ont été fouillés.
Le terme même de cimetière connaît une évolution : dans la période antique, koimètèrion (dortoir en grec) et cimeterium désignent, en Orient comme en Occident, un lieu funéraire, une tombe individuelle, plus qu’une nécropole. L’historien Michel Lauwers estime que le mot est employé pour désigner la tombe des martyrs et, par extension, les édifices qui leur sont consacrés. Selon Cécile Treffort cependant, le terme coemeterium qualifie aussi le cimetière communautaire, comme le montre la vie d’Eigil de Fulda. Il renvoie donc aussi bien à la sépulture individuelle qu’au site d’inhumations collectives. Il faut cependant attendre le Xe siècle pour que l’emploi du mot se généralise, en particulier dans les livres pontificaux ; auparavant, on ne le trouvait ni chez Isidore de Séville ni chez Raban Maur, par exemple.

#### Naissance du cimetière paroissial

##### La législation cimétériale
Le « droit » funéraire commence bien avant le Moyen Âge, comme nous l’avons vu avec la Loi des Douze Tables. Différents empereurs comme Constantin (310-337), Gratien (367-383) ou encore Théodose (379-395) légifèrent et interdiction est faite d’enterrer dans les églises (381). Le canon 14 du concile d’Auxerre (561-605) interdit « d’ensevelir les corps dans le baptistère ». La période médiévale voit la mise en place d’un véritable arsenal législatif quant au lieu des tombes, à leur disposition ou encore aux modalités de mises en terre. Le concile de Clermont (535) interdit d’enterrer un corps avec une « nappe ou autres linges sacrés ». De même, les édits royaux et conciliaires tentent de mettre fin aux activités des vivants qui ont lieu sur et dans les cimetières.
L’interdiction d’inhumer à l’intérieur de l’église faite aux fidèles amène également au développement de l’inhumation ad sanctos. Au très Haut Moyen Âge, il existe une séparation entre cimetière et église qui tend très vite à s’amenuiser avec le développement des basiliques cimétériales ou des inhumations au sein de terres « habitées », ce qui amène souvent à la construction de chapelles funéraires familiales. La présence de tombes dans les basiliques péri-urbaines s’effectue assez rapidement, d’autant qu’au IXe siècle, l’ensevelissement intra muros est à nouveau condamné. La condamnation répétée de ce type de sépulture intra muros est la marque de sa conservation malgré sa prohibition. Cette interdiction connaissait des dérogations (les conciles de Germanie au IXe siècle montrent une certaine tolérance à ce sujet) pour les hauts dignitaires ecclésiastiques et laïques (nobles) qui possédaient une place « réservée » à l’intérieur des églises, surtout lorsqu’ils en étaient les donateurs ou constructeurs. Pépin le Bref, par exemple, fit construire un sanctuaire dans la basilique Saint Denis destiné à sa propre sépulture afin d’y être enterré proche des reliques de Saint Denis, abritées dans une église construite par Sainte Geneviève, la patronne de Paris. Les bourgeois acquièrent au XIIIe siècle le droit de sépulture dans les églises que contre des sommes d'argent de plus en plus élevées.
À l’époque carolingienne, petit à petit, et de façon variable selon les régions, on aboutit finalement au système du cimetière paroissial qui encadre l’église. Au Xe siècle, on considère l’évolution des « champs de repos » comme achevée.

### Le cimetière: une «terre sacrée»
Le lieu de repos des morts est considéré comme une « terre sacrée », et ce dès les périodes antiques. Les empereurs chrétiens promeuvent des lois contre la destruction, la violation et l’atteinte aux sépultures, comme l’empereur Constant qui, en 356, promulgue une loi « contre la destruction des tombeaux ». Le droit romain prévoyait déjà ce genre d’interdiction (Dig. 1, 8, 6 , 4). La violation de sépultures est sacrilège chez les Burgondes ou chez les Wisigoths. Le concile de Mâcon (585) interdit l’ouverture des tombes pour y déposer de nouveaux morts si les cadavres des anciens occupants ne sont pas encore décomposés.
Dès le Ve siècle, le cimetière est vu comme un lieu d’asile et de refuge. À l’instar des églises, il est interdit de capturer un fugitif qui se réfugie dans l’enceinte du cimetière.
Avec la consécration épiscopale, le cimetière acquiert un nouveau statut, dont les plus anciens témoignages remontent au Xe et XIe siècles : l’évêque bénit à la fois l’église et son cimetière. Au XIIIe siècle, les sources indiquent finalement qu’un cimetière sans église est inutile et la zone funéraire attenant à ladite église est alors désignée comme son « sein ».
La règle de l'ensevelissement en terre consacrée est absolue : les membres dirigeants de la communauté ecclésiastique et de la noblesse locale cherchent à se faire ensevelir — dans la mesure de l'espace disponible — dans les églises. L'application de l'interdiction d’inhumer à l’intérieur de l’église est plus ou moins bien appliquée : même des fidèles, suffisamment aisés, peuvent jusqu'au XVIIIe siècle se faire inhumer dans la nef, ce qui assure de substantiels revenus à la fabrique. Le sort des plus humbles reste à cette époque la fosse commune. De plus, les tombes dans les cimetières ne sont pas individualisées. Contrairement à la vision erronée du grand public, cette terre sacrée que devrait constituer le cimetière, n'est pas soustraite à de multiples usages profanes. Les autorités ecclésiastiques y constatent en effet de nombreuses infractions : jeux et danses, séchage du linge, échoppes de marchands, foires et marchés, fabriciens faisant construire des maisons à louer.
Les nouvelles préoccupations sanitaires qui se développent au long du XVIIIe siècle sont accompagnées de recommandations pour agrandir les cimetières, en instaurer extra-muros, surtout dans les grandes agglomérations urbaines. Le XIXe siècle achève de faire des cimetières déplacés et monumentalisés le lieu privilégié du culte des morts.

#### Exclusion du cimetière paroissial, «terre sacrée»
Les non-catholiques, n'ayant pas reçu le sacrement de l'extrême-onction sont toujours exclus de l'inhumation dans le cimetière paroissial par l'Église, à l'exception des enfants morts sans baptême qui bénéficient d'une place mais non bénite. Le 16 septembre 1634, le parlement de Paris par un arrêt de la Cour des grands jours de Poitiers interdit aux Protestants d'être enterrés dans les cimetières paroissiaux. Les morts devront aller ailleurs. Jusqu'à la Révolution, les inhumations se feront de nuit et plus ou moins clandestinement.

#### Les cimetières aujourd'hui

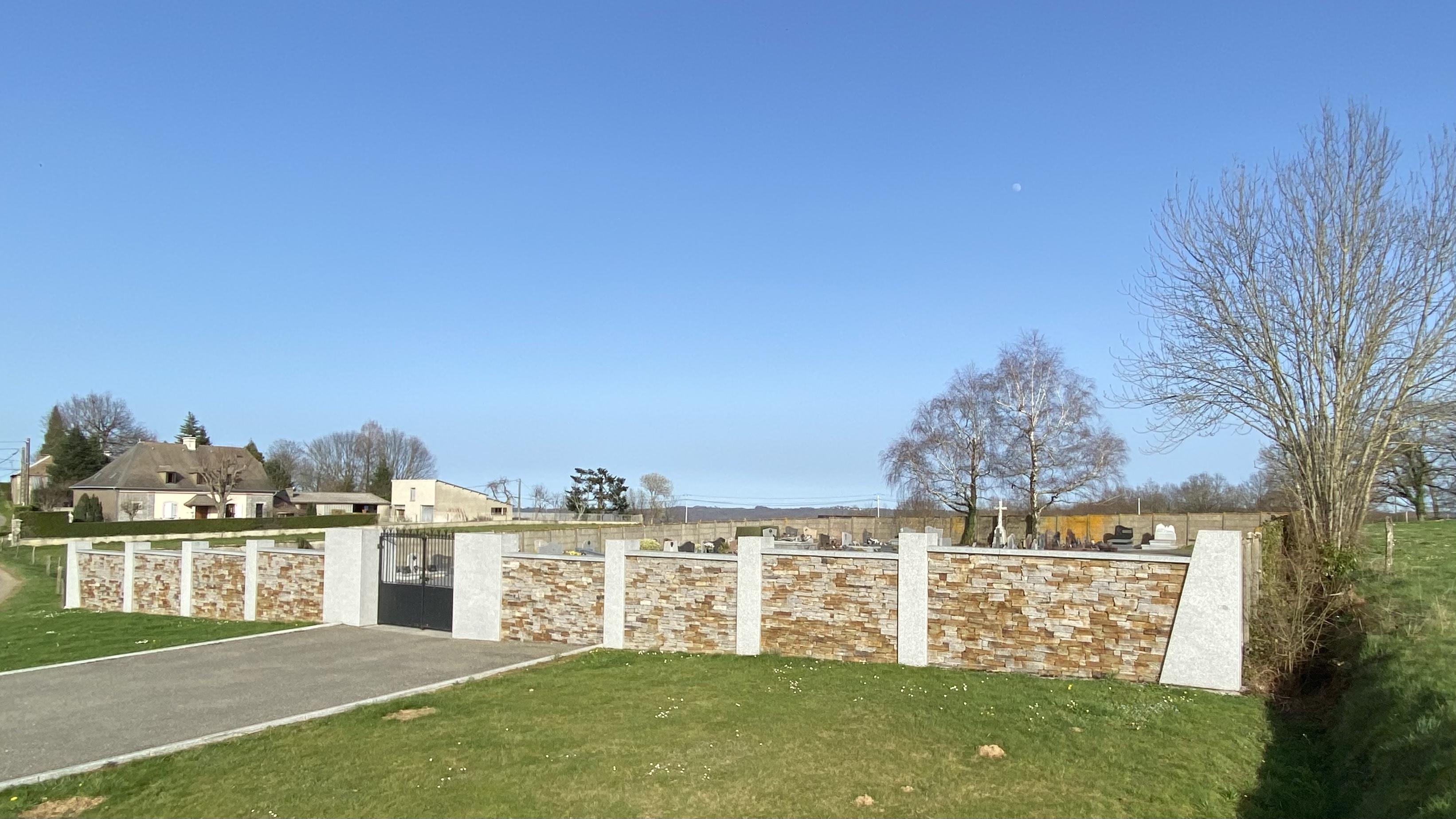
Second cimetière de Visker (le premier étant historiquement celui autour de l’église).

En Europe occidentale, au XVIIIe siècle, les cimetières, alors installés au chevet des églises sont progressivement désaffectés. Sous l'influence du mouvement hygiéniste, les cimetières sont chassés des villes et les nouveaux cimetières sont ouverts aux portes des villes ou des villages. Les épidémies de choléra et les mesures d'hygiène à leur encontre contribuent fortement à ce changement. D'autre part la progression des idées libérales renforcent ce mouvement. Des débats politiques ont lieu sur le droit des non-baptisés à être inhumés dans les cimetières publics. Progressivement le cimetière n'est plus administré par l'Église et le pouvoir religieux mais par l'autorité municipale. Tel est le cas en France aux environs de 1770 où, sur les instances de la Faculté, les autorités décident de déplacer les cimetières à l’extérieur des villes pour les soustraire à la putréfaction, de les entourer de murs, d’interdire le creusage de puits à proximité pour des raisons de salubrité publique et lorsque le système des concessions voit le jour. Une ordonnance royale du 10 mars 1776 interdit d’inhumer dans les églises, avec de possibles exceptions pour quelques privilégiés (évêques, curés, patrons, hauts justiciers et fondateurs des chapelles) ; elle prescrit que les cimetières devenus insuffisants soient agrandis et que ceux trop voisins desdites églises soient portés, autant que les circonstances le permettent en dehors de l’enceinte des villes. Cette ordonnance qui supprime le choix du lieu de sépulture dans une église en imposant le cimetière ne fait qu'accélérer une évolution en cours : de lieu de vie placé au centre de la communauté des vivants, le cimetière devient un lieu de prière et de visite aux morts.
La Révolution française transfère la propriété des cimetières paroissiaux à la commune : le cimetière municipal devient public. Dans le cadre du Concordat de 1801, le décret impérial de 1804 sur les sépultures et les lieux qui leur sont consacrés, confie aux fabriques et consistoires (établissements publics du Culte), le monopole des fournitures et services funéraires et instaure le régime des concessions. Ce décret codifie également la sectorisation confessionnelle des cimetières français, fruit d’une politique de séparation des minorités religieuses instaurée par les pouvoirs publics, consacrant ainsi le refus de l'exclusion funéraire qui frappait les minorités religieuses sous l'Ancien Régime. La loi du 15 novembre 1887 sur la liberté des funérailles permet à chaque personne d'exprimer son choix quant au mode de sa sépulture et aux conditions de ses funérailles.
Texte de compromis entre la doctrine aériste du ministre de l'Intérieur Chaptal et la perspective plus morale, plus parisienne et déjà orientée vers la « religion des tombeaux » des membres du Conseil d'État, le décret du 12 juin 1804 posant les bases juridiques du cimetière moderne, qui autorise chaque citoyen à inhumer ses parents ou amis dans sa propriété, rend légaux les cimetières familiaux et privés qui se généralisent au cours du XIXe siècle, dans les régions à forte présence protestante. Protégés par la République, ils sont inaliénables, invendables et appartiennent au petit patrimoine rural. Ce décret prévoit d'organiser le cimetière en tranchées côte à côte, dont chaque concession est prévue pour durer cinq ans (institution de la concession temporaire et de l'obligation du cercueil). Passé cette période, on estime les corps assez décomposés pour être transférés dans une fosse commune (où ils ne sont plus superposés mais juxtaposés) ou un ossuaire. Seuls quelques tombeaux de personnalités peuvent exceptionnellement être conservés. Dans les années 1840 se développe toutefois la pratique des concessions familiales longues ou perpétuelles, d'abord dans l'élite, puis qui se généralise dans toutes les couches de la société.
La loi du 14 novembre 1881 revient sur le caractère cultuel des cimetières et leur impose la neutralité. la législation interdit pour les inhumations toute distinction basée sur des critères religieux et marque leur laïcisation,.
La loi du 28 décembre 1904 retire aux fabriques et consistoires et donne aux communes le monopole de l'organisation des funérailles (dans le cadre de la séparation de l'Église et de l'État). Les municipalités passent alors souvent des contrats avec des entreprises de pompes funèbres, d'où une standardisation de la pierre tombale et du caveau funéraire proposés dans des « catalogues », à l'exception des sépultures des morts les plus fortunés dont l'art funéraire peut prendre une originalité et une grande ampleur. La multiplication des crémations a rendu de plus en plus fréquents les murs funéraires à urnes ou les jardins du souvenir.
Dans les pays occidentaux, depuis le début du XIXe siècle, les cimetières sont divisés en concessions cadastrées (organisation en divisions, carrés et rangées, ordonnancement caractéristique de la Révolution industrielle) auxquelles on accède par des allées. Chacune est louée ou vendue à une personne ou à une famille, qui peut y construire une tombe ou un caveau. Une concession dite « à perpétuité » pouvait être donnée ou vendue à une famille, mais la perpétuité devient rare en raison du manque de place dans et autour des villes.
Certains cimetières donnent l’impression de reproduire la ville avec ses quartiers riches et ses quartiers pauvres. Dans certains pays, les familles dépensent des sommes considérables pour construire des tombes en forme de maisons, construites avec plus de soins que les vraies, par exemple à Madagascar. Les fosses communes, longtemps le lot des morts sans famille et des indigents, sont maintenant réservées aux personnes non identifiées tuées lors de catastrophes ou d’épidémies importantes.
Selon les cultures et les époques, les cimetières, comme les tombes d’ailleurs, sont plus ou moins monumentalisés et sacralisés. Le culte catholique est caractérisé par des tombes de pierre, imposantes et ornées de symboles parfois complexes. La fin du XXe siècle en France et dans plusieurs pays européens a découragé l’expression de la nature dans les cimetières : pierres de marbre, caveaux de béton fabriqués artisanalement, puis industriellement sont alignés entre allées de schistes ou de graviers souvent chimiquement désherbées. Dans les pays de tradition catholique, le jour des Morts est la commémoration de tous les fidèles défunts et est marqué le 2 novembre. Ce jour-là — ou la veille, la Toussaint — on dépose sur les tombes des fleurs naturelles ou artificielles, en céramique ou peintes sur des émaux.
D’un espace de nature sereine et jardiné, avec une importante symbolique des arbres (chêne pour la pérennité et l’attachement familial, le saule pleureur évocateur du deuil, l'acacia, le cyprès et le lierre symbolisant l’immortalité, le buis la permanence de la vie), il est devenu progressivement aux XIXe siècle et XXe siècle un lieu austère où aucune herbe ne doit pousser entre les allées de graviers. Cependant, au XXe siècle l'interdiction progressive des produits phytosanitaires redonne une plus grande part au végétal.
Les haies et arbustes taillés au cordeau, les gazons très entretenus caractérisent les cimetières militaires. À Paris, le cimetière du Père-Lachaise est plus visité que des jardins authentiques. Dans certaines régions, l’if (plante symbolique de l'immortalité) ou le lilas commun (plante importante pour les gitans) sont présents dans le cimetière. Certains cimetières sont presque complètement recouverts d'herbe, comme dans les pays anglo-saxons, où les allées et les tombes sont plantées de gazon dont n'émergent que des stèles ou des croix verticales. Cette formule est adoptée par les cimetières musulmans en Europe du Nord, en Europe de l’Est ou en d’autres pays. Certaines communes entretiennent une flore variée favorable aux papillons et aux oiseaux afin qu’ils égayent le lieu.
En France, les cimetières sont devenus des propriétés communales où tous les habitants, tous les inscrits sur les listes électorales ou toutes les personnes décédées sur la commune ont le droit d'être inhumés. Les communes accordent en outre des concessions de durées variables pour qu'un demandeur puisse y établir une sépulture individuelle ou familiale. Il ne lui est pas permis d'y établir des zones confessionnelles. Les différentes confessions des défunts peuvent être manifestées par des cérémonies et des rites, et, sur les tombes par des symboles ou des inscriptions religieuses, philosophiques ou politiques. Les communes aménagent cependant souvent des espaces dits « carrés musulmans », regroupant les tombes des défunts qui suivent les rites d'inhumation musulmans. L'inhumation fait l'objet en France d'une réglementation très précise. Dans le cadre des pouvoirs de police du maire, en matière de salubrité publique, les agents de la police municipale sont chargés de la surveillance des opérations funéraires (exhumations, réduction, transports de corps).
De nos jours, et sous la pression foncière, on cherche à récupérer l'espace utilisé en centre-ville par certains cimetières, et à déplacer vers l'extérieur des villes ces lieux de recueillement et de souvenir. D'autres pratiques funéraires comme la crémation se présentent comme permettant de réduire l'emprise au sol (sur 10 m2 on loge quatre à six cercueils, contre 200 urnes), mais en termes d'empreinte écologique le bilan de la crémation peut être réévalué.

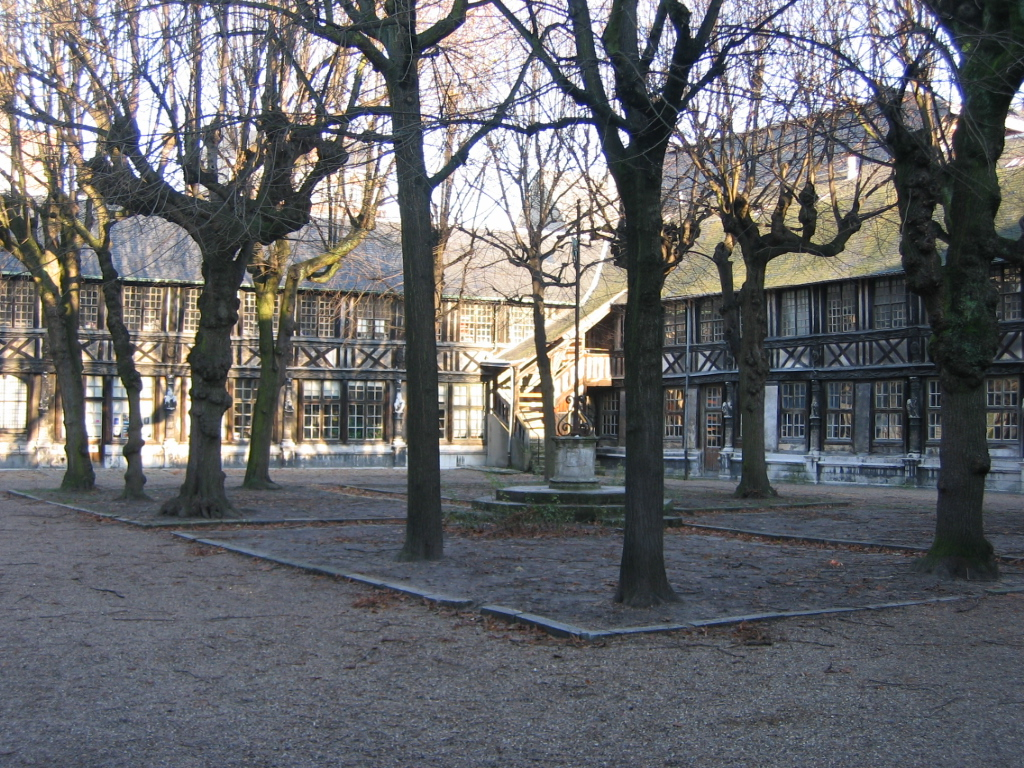
Aître Saint-Maclou à Rouen, cimetière des pestiférés au XIVe siècle.
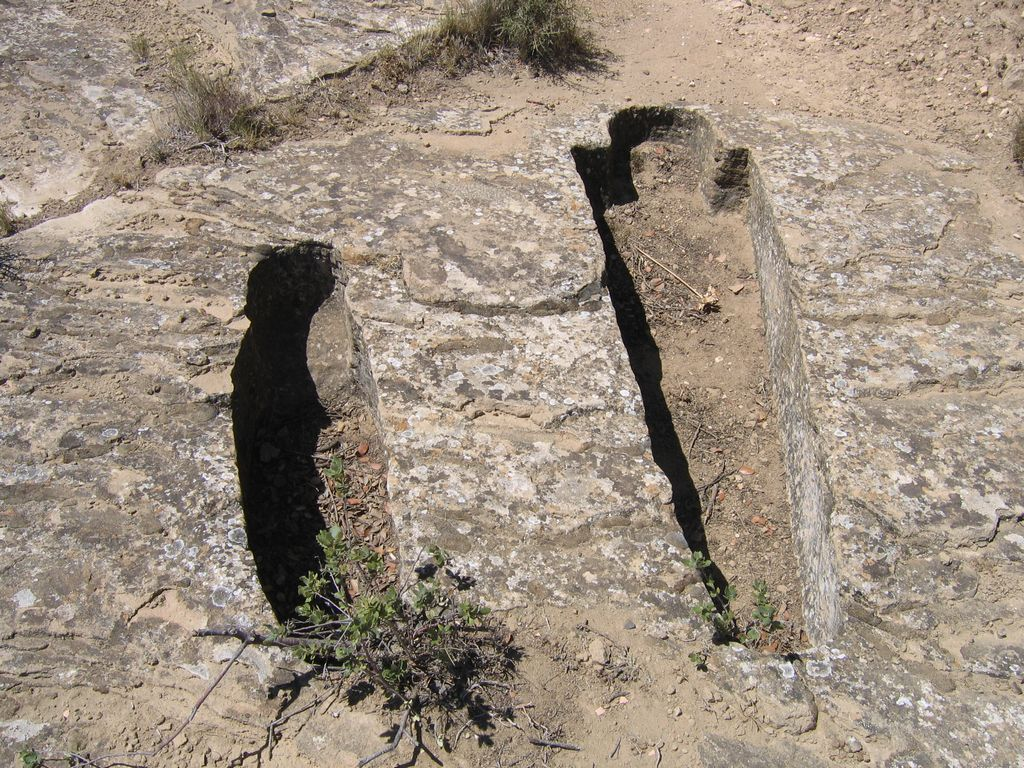
Cimetière médiéval, Espagne.
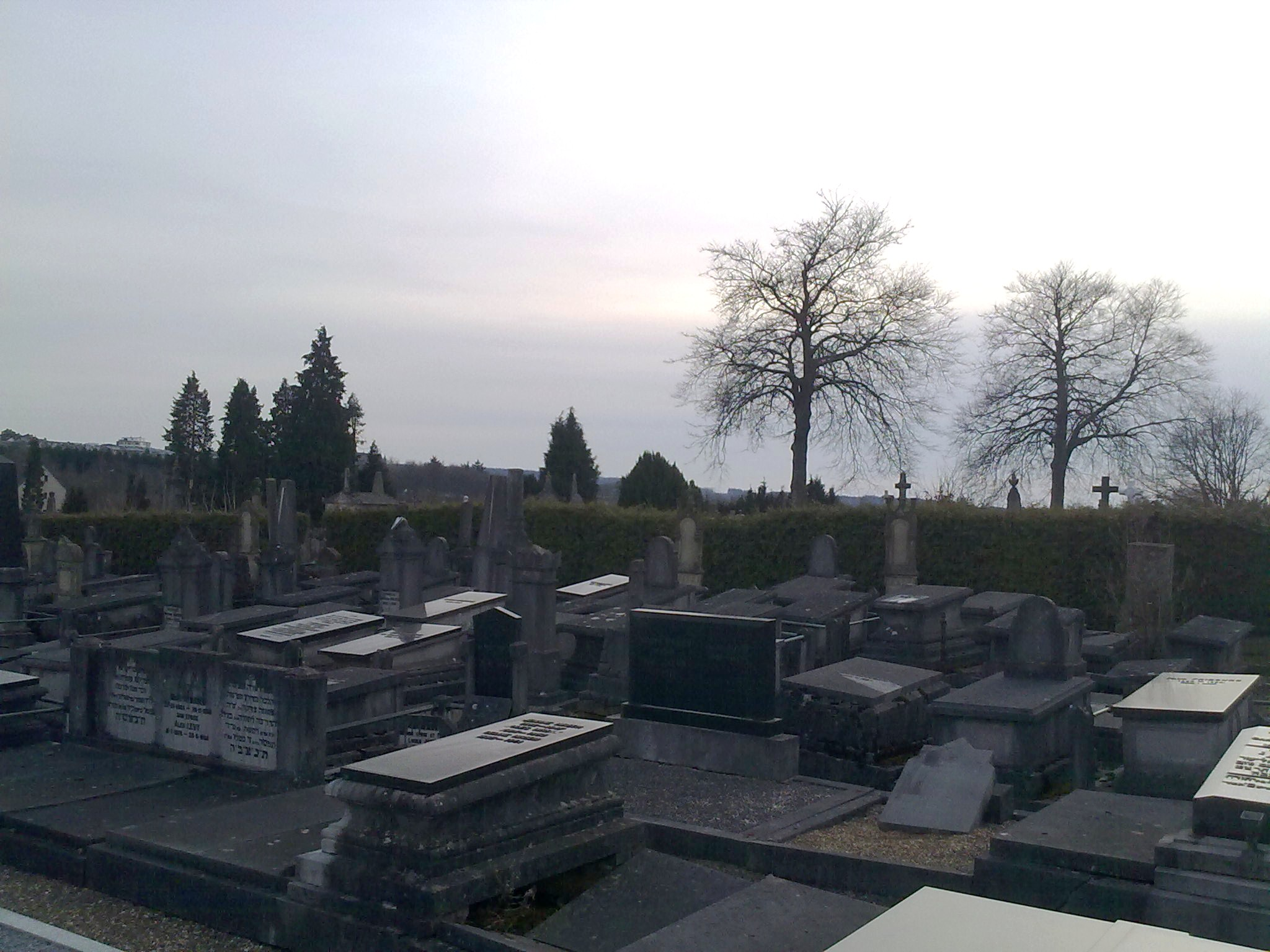
Cimetière juif datant de 1853 d'Arlon, en Belgique.
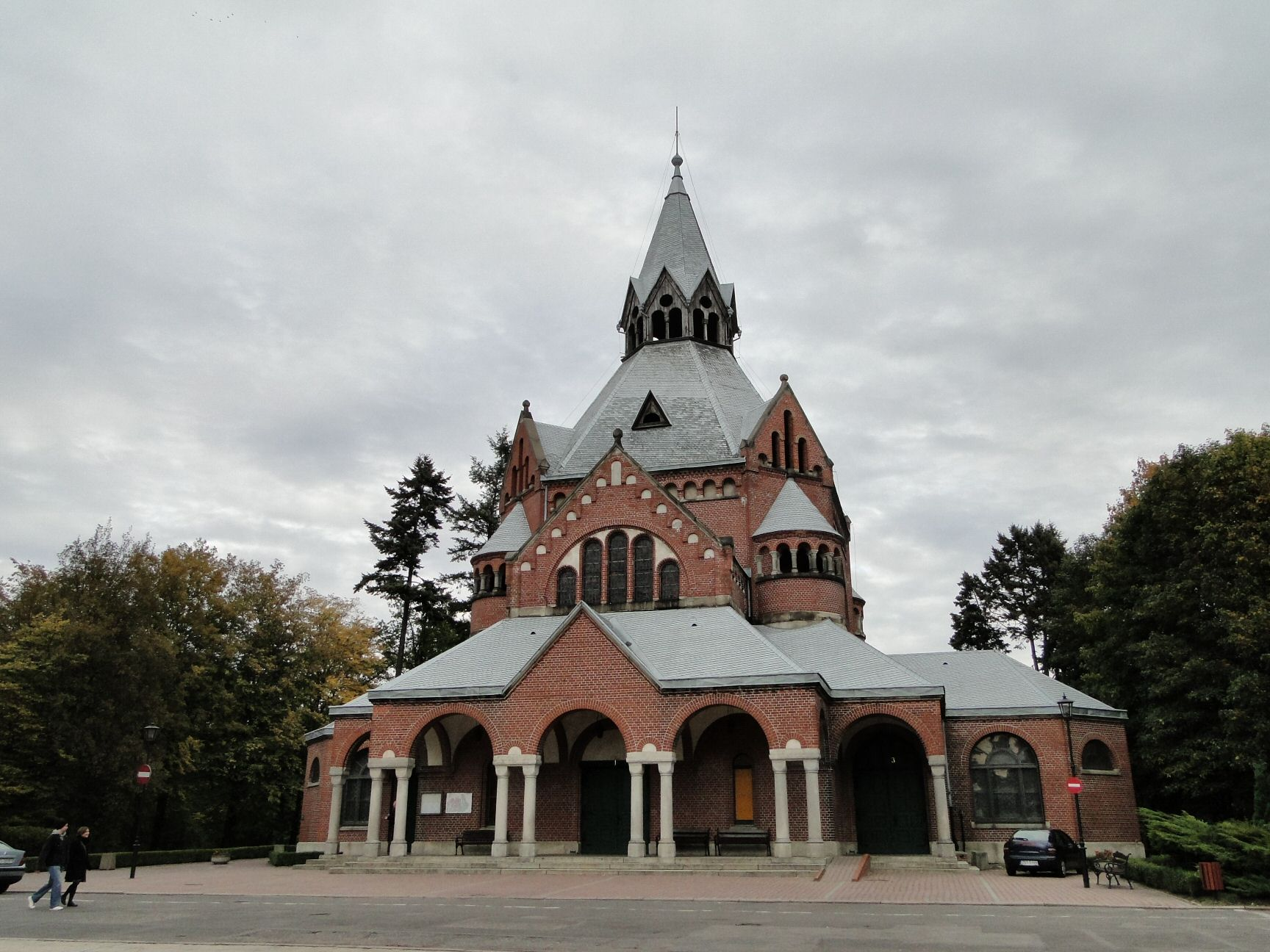
Cimetière à Szczecin, Pologne.
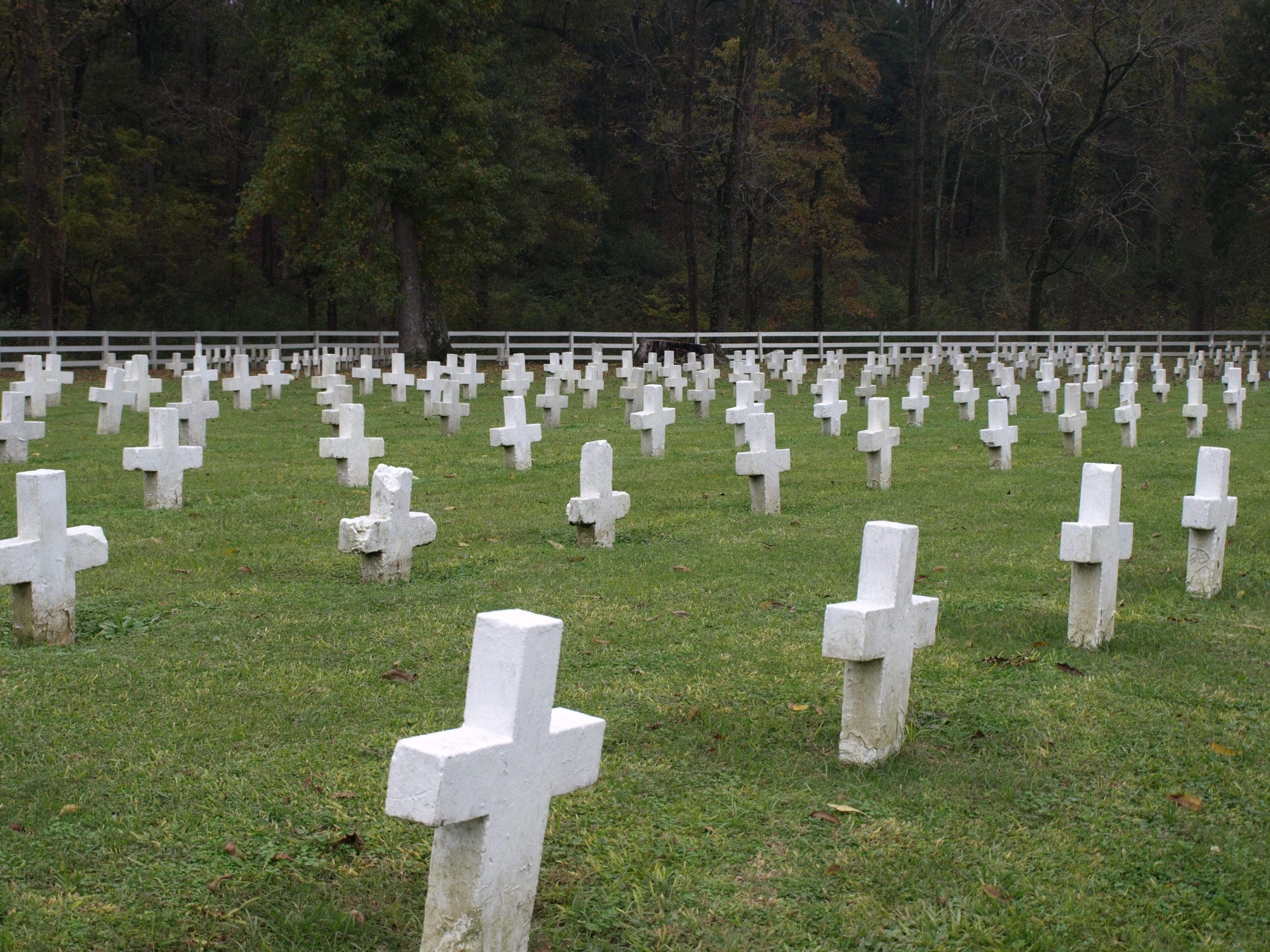
Cimetière Point Lookout, dans le Louisiana State Penitentiary à Paroisse de Feliciana Ouest, Louisiane, États-Unis.
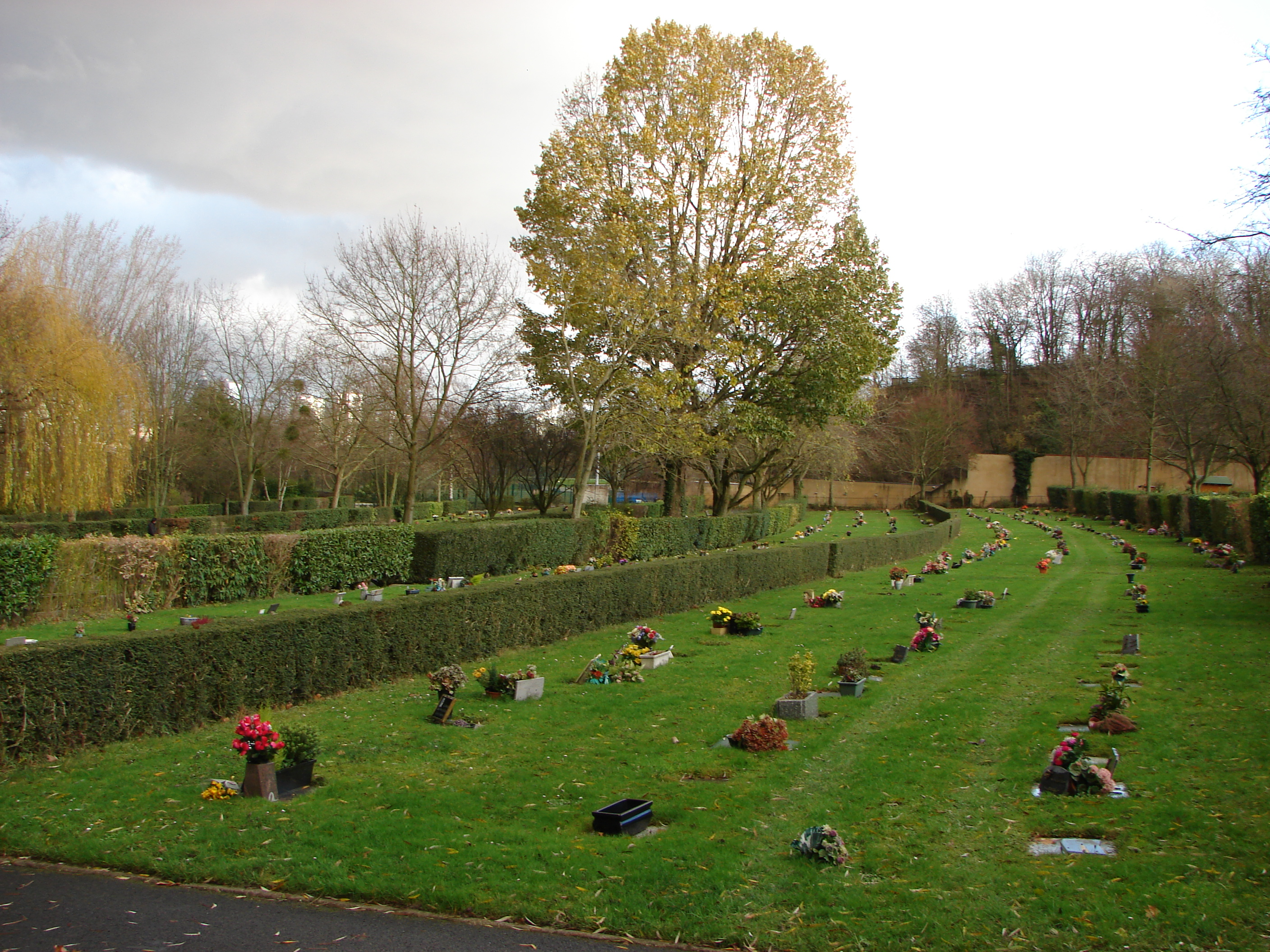
Cimetière-parc du Mont Valérien à Nanterre.
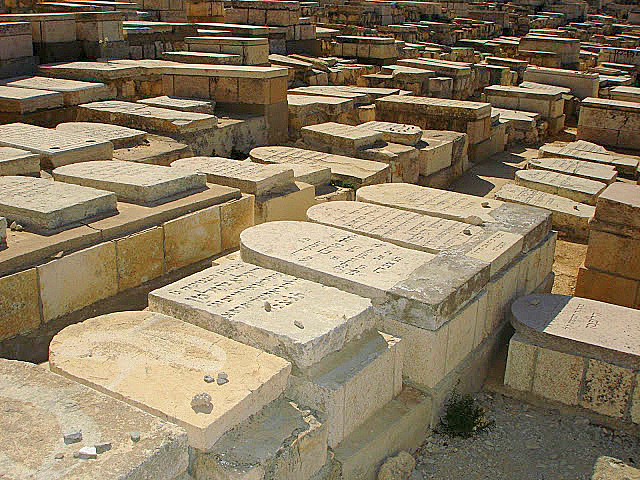
Jérusalem, mont des Oliviers, cimetière juif.
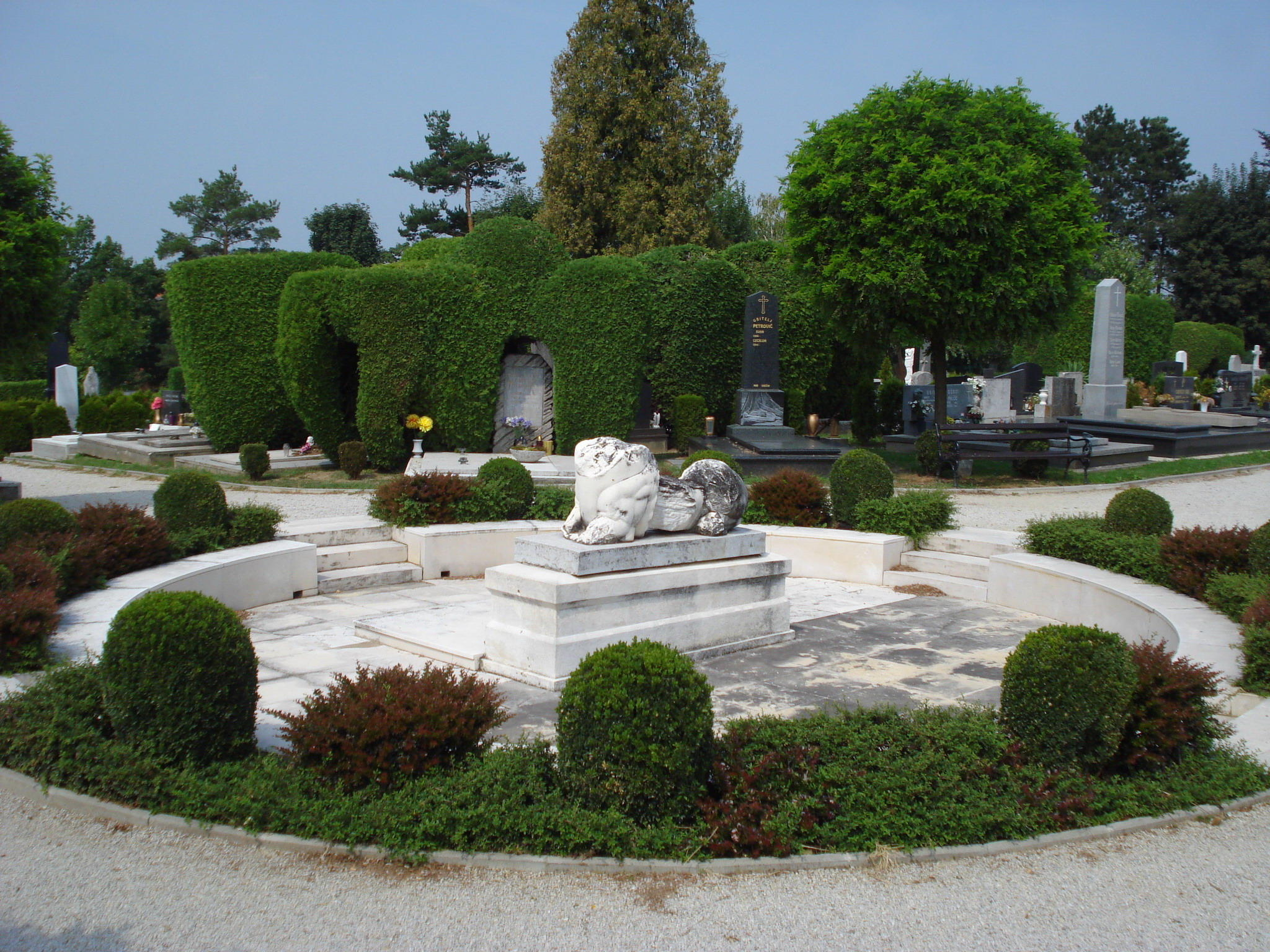
Cimetière à Čakovec, Croatie.
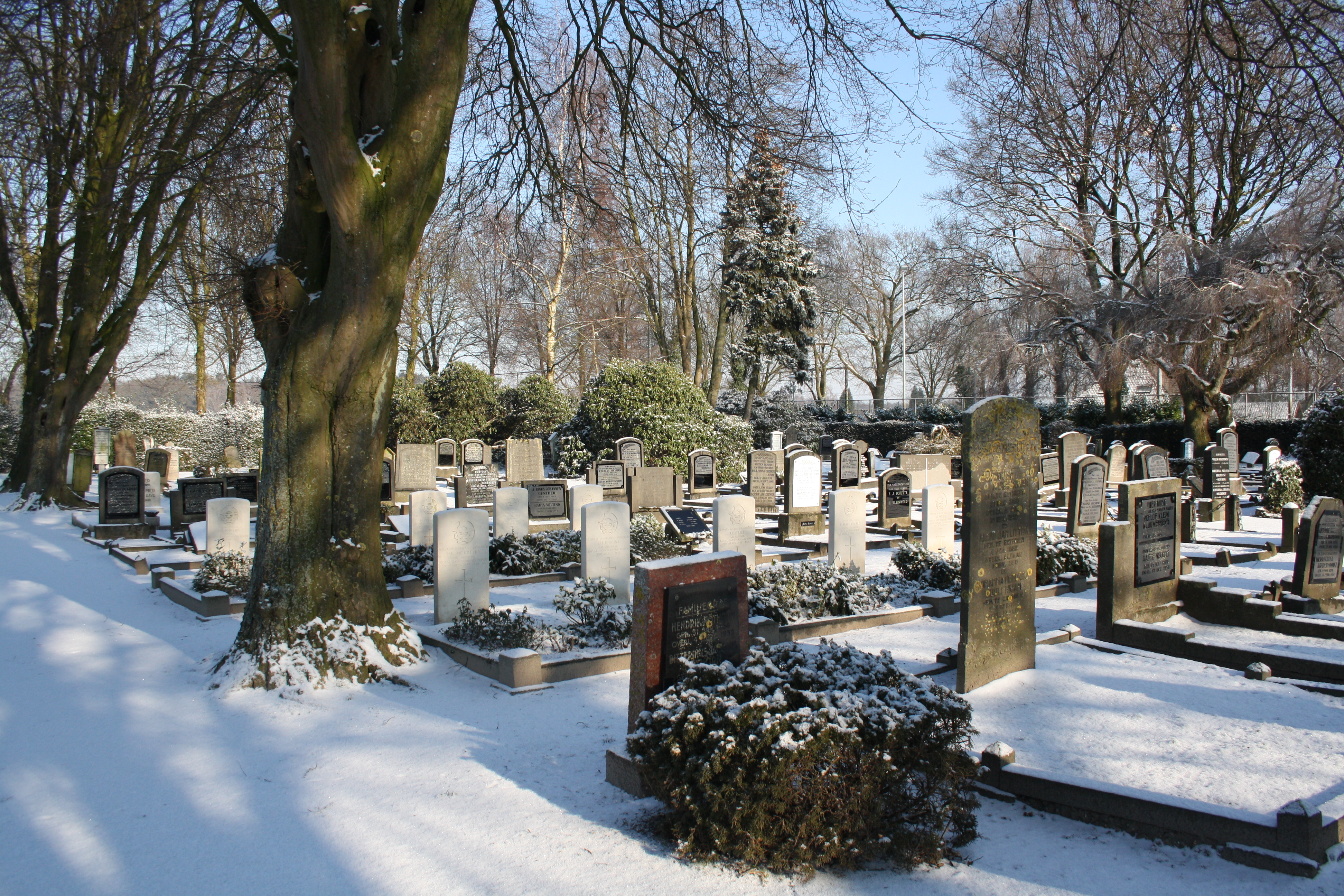
Cimetière sous la neige à Bathmen, village des Pays-Bas.

## Types particuliers de cimetières

### Cimetières dormants

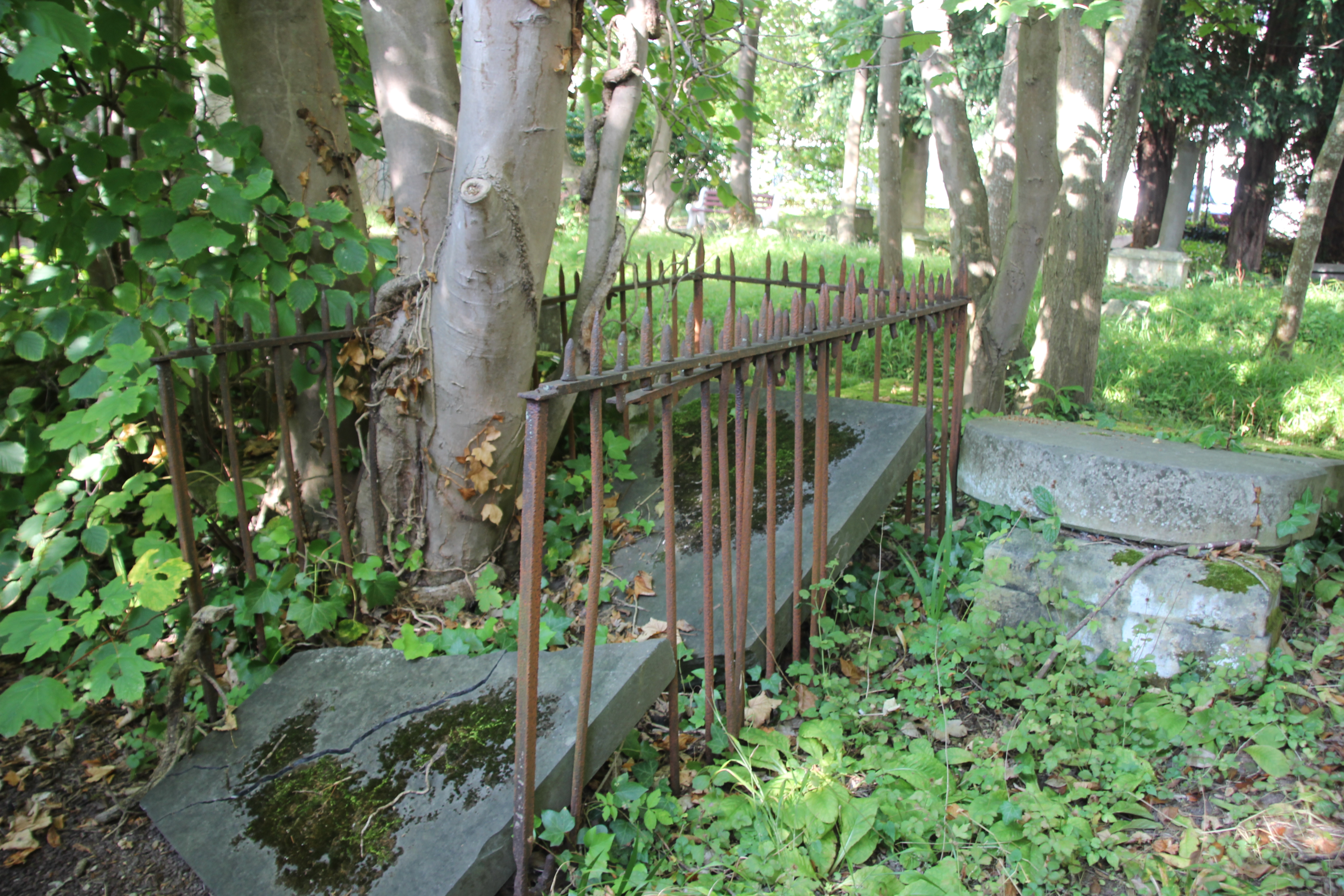
Vue d'une tombe du cimetière protestant de Caen, au milieu de laquelle grandit un arbre.

Il existe des cimetières, notamment à Caen : cimetière des Quatre-Nations, cimetière Saint-Jean, cimetière protestant, cimetière Saint-Pierre, cimetière Saint-Nicolas, cimetière Saint-Ouen, réservés aux concessions à perpétuité où l’absence d'entretien des tombes laisse la nature reprendre ses droits.

### Cimetières familiaux
Dans certaines régions de France, comme la Drôme, les Cévennes et le Poitou, des familles protestantes ont créé leurs propres cimetières au XVIIIe siècle pour pouvoir enterrer leurs morts qui étaient exclus des cimetières paroissiaux catholiques.

### Cimetières virtuels
Selon l'inventeur de ce concept en 1995, l'ingénieur canadien Michael Kibbee, le cimetière virtuel est un espace en ligne où les utilisateurs du réseau peuvent créer des monuments permanents aux morts pour eux-mêmes et leurs proches. Depuis 2008, les grands services de pompes funèbres français développent de tels services.

## Impact environnemental

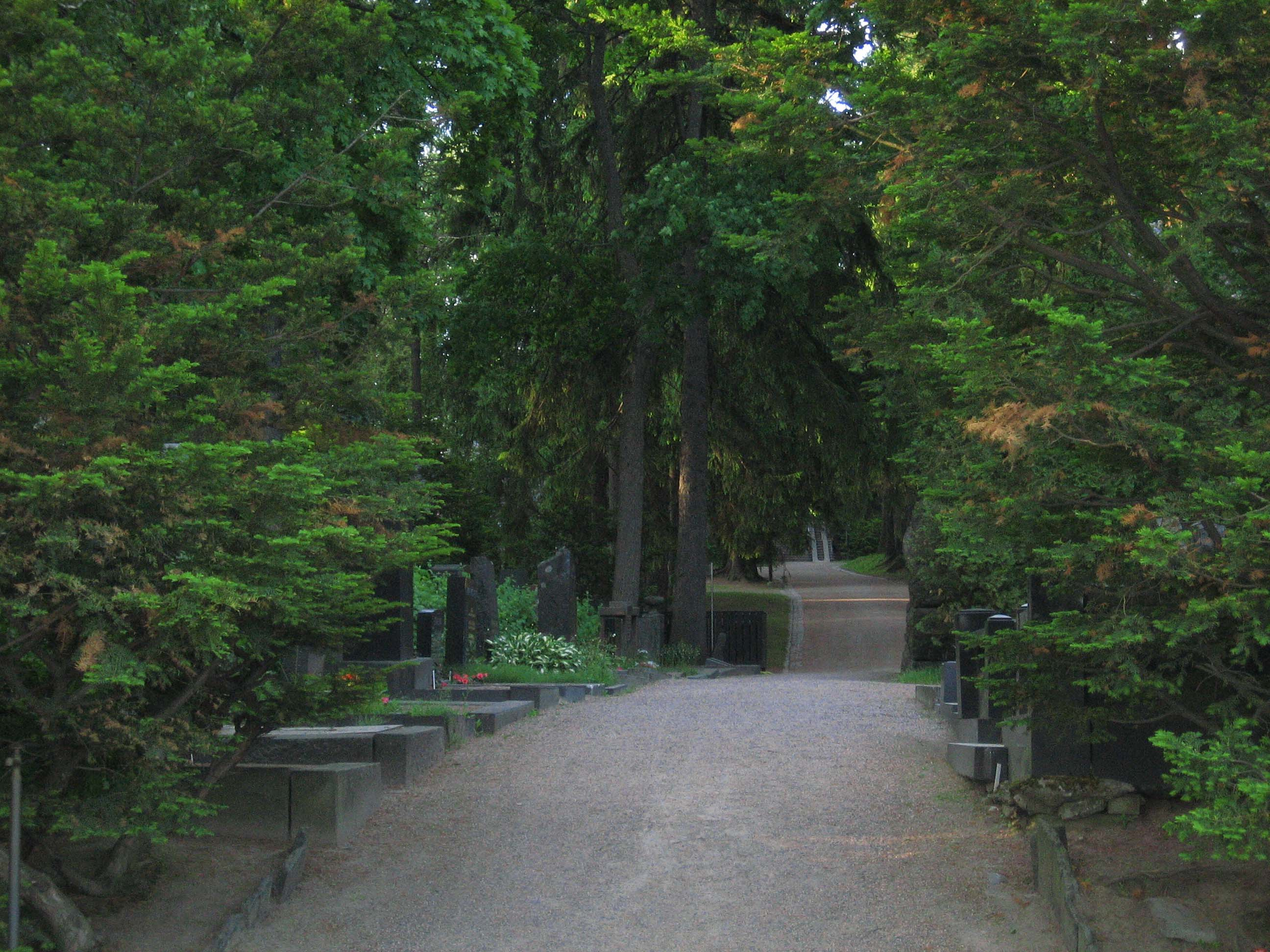
Certains cimetières (ici en Finlande) s'intègrent dans l'environnement.

Selon les lieux, les cultes, les cultures et les époques, les tombes, nécropoles et cimetières sont ou ont été des lieux noyés dans la nature, parfois indétectables pour ceux qui en ignorent l'existence tant ils sont intégrés dans le paysage. Mais ils peuvent au contraire consister en des lieux très artificiels (catacombes, pyramide, cercueils de plomb (toxique), sarcophages) visant à ce que le corps ou les ossements ne se mélangent pas à la terre.
C'est au XIXe siècle en Europe que les cimetières les plus artificiels sont apparus, souvent à l'image des villes, avec des allées rectilignes et désherbées, avec leurs quartiers riches et pauvres et leurs ghettos et fosses communes. Certains sont restés très arborés, comme le cimetière du Père-Lachaise, d'autres uniquement engazonnés comme les cimetières militaires. Si les crématoriums récents sont souvent accompagnés d'un jardin du souvenir ou de recueillement, le cimetière moderne n'est plus noyé dans la nature : il est isolé par une haie, un mur ou une clôture.
On a pourtant trouvé des espèces de plantes exotiques, ou rares et protégées dans les cimetières, jusque sur les tombes. Et face au manque de nature en ville, dans une perspective de haute qualité environnementale (HQE), l'idée d'un cimetière plus « naturel » persiste ou fait son chemin dans les pays nordiques, protestants, dans certaines communautés musulmanes ou traditionnelles, sans encore trouver beaucoup de concrétisation dans l'Europe de l'Ouest imprégnée de culture catholique.

### Problèmes environnementaux

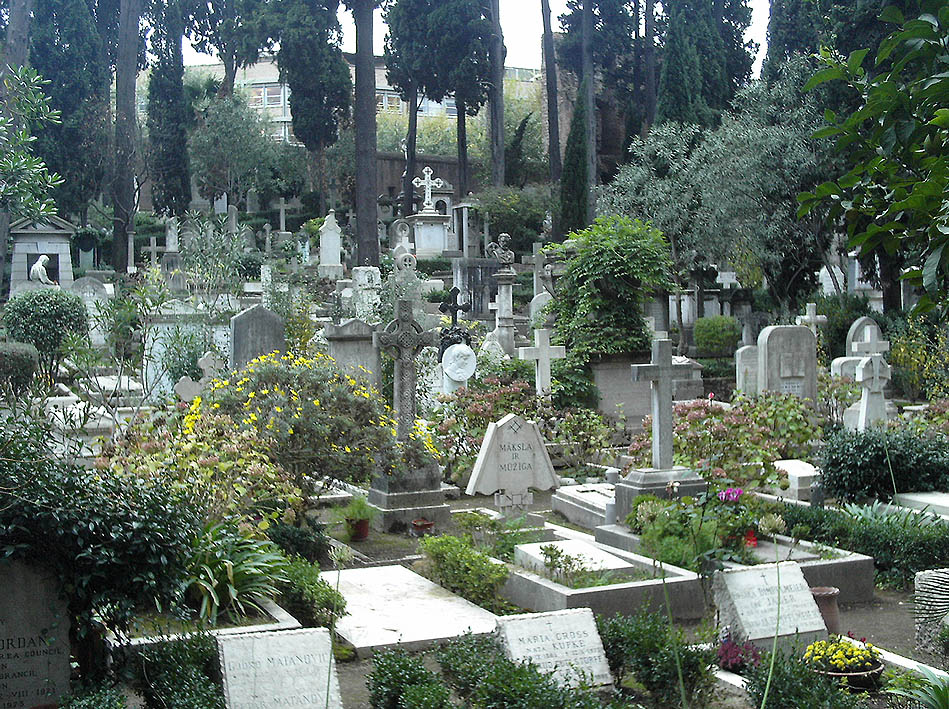
Un cimetière naturel en Italie, à Rome.

Les principaux problèmes environnementaux sont :
- le cimetière étalé et le principe de la concession perpétuelle consomment de l'espace et des sols qui manquent de plus en plus aux conurbations urbaines, voire en zone rurale (Chine) ;
- les tombes traditionnelles de pierre et de marbre des pays riches, voire les cercueils ont une empreinte écologique non négligeable ;
- les pesticides communément utilisés pour traiter les allées sont source de pollution chronique de l'environnement (eau, air et sol) ;
- les cadavres qui ont été embaumés avec utilisation de mercurochrome ou de biocides contiennent des toxiques pas ou peu biodégradables, qui peuvent durablement polluer l'environnement, tout comme certaines dépouilles de malades fortement médicalisés ;
- les cadavres à risques sanitaires, notamment après les épidémies, les guerres ou catastrophes, font des morts une source de microbes pathogènes, voire de radioactivité à long terme dans le cas de l'après Tchernobyl où des tombes avec feuille de plomb et béton spécial ont dû être construites pour inhumer les décontaminateurs les plus irradiés. C'est une question que les plans de préparation à une pandémie de grippe, par exemple liée à la grippe aviaire, doivent traiter.

En France une série de lois et d'arrêts ont commencé à gérer la situation par rapport aux soucis d'hygiène dès 1765 (arrêts de la cour du parlement, des 22 mai et 3 septembre 1765, et déclaration du 10 mars 1776 : les cimetières encore existants dans l'intérieur des communes et des hôpitaux, seront, dans le plus court délai, transférés hors de leur enceinte).
La loi du 29 prairial an XI (18 juin 1803) envisage tous les aspects, par exemple : situation du cimetière à plus de 35 mètres d’un puits, hauteur des murs d’enceinte, situation au nord (retarder la décomposition), interdiction de superposer les corps, en toute généralité, la place réservée est celle de cinq fois celle d’une année, la commune peut octroyer une concession si le cimetière est assez vaste. Cette loi s'appliquait également en Belgique, en effet depuis la régionalisation de la matière, chaque région dispose de sa propre réglementation en matière de sépultures et de funérailles.
Plusieurs villes françaises comme Ivry-sur-Seine et Niort ont ouvert des « cimetières écologiques », avec inhumation en pleine terre : le cercueil est posé à même le sol, sans caveau en béton ni pierre tombale en granit. Avec une émission de 182 kg équivalent CO2, cette pratique serait moins polluante que la crémation (233 kg) et l'inhumation (833 kg), selon les résultats de l'étude des services de la Ville de Paris (à supposer que le cimetière soit proche du lieu du décès).
Le cadavre selon les conditions aérobies ou anaérobies de sa décomposition est source plus ou moins importante et durable de microbes et de CO2 et surtout de méthane (CH4), deux gaz à effet de serre, le méthane étant 21 fois plus efficace dans sa contribution au réchauffement climatique, à court et moyen terme. Certains cimetières construits en zone inondable ou accidentellement inondés peuvent en outre poser de sérieux problèmes pour l'eau.

### Taille des cimetières
Le plus grand cimetière de France est celui de Pantin, avec une superficie de 107 hectares (1,07 km2).